# اقتصاد مؤسسي

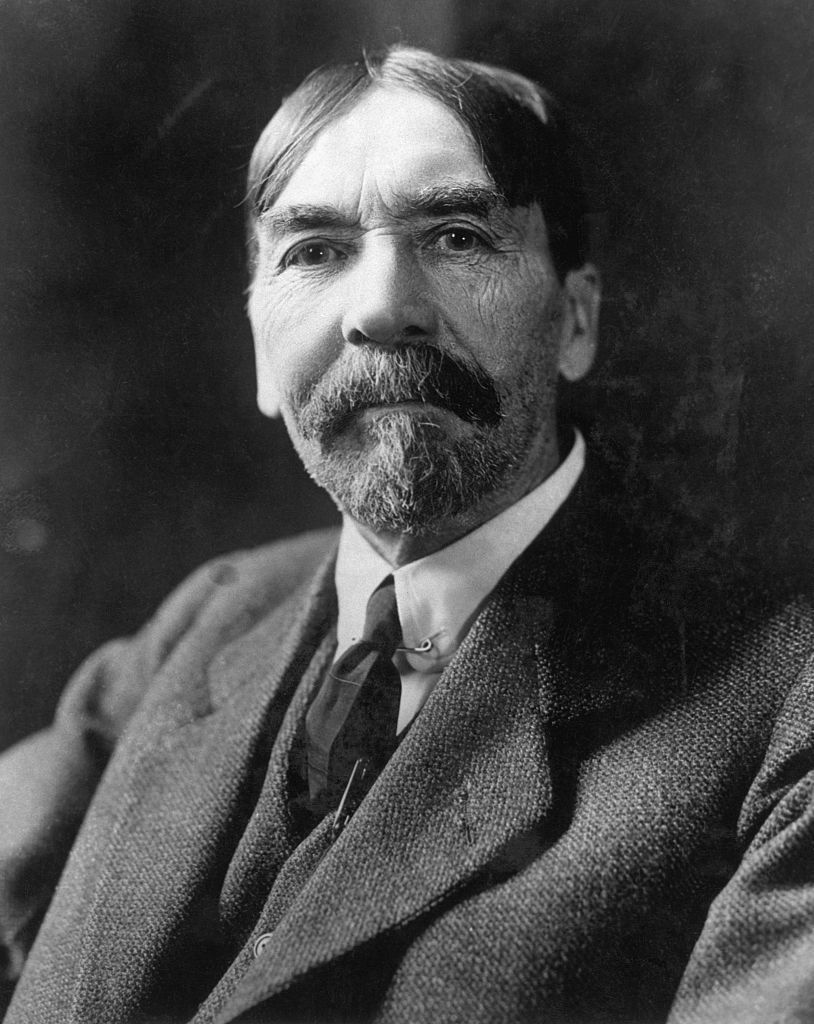
كارل ماركس المؤسس للاشتراكيين الثوريين

يركز الاقتصاد المؤسسي على فهم دور التطور العملي ودور المؤسسات في تشكيل السلوك الاقتصادي. حيث يقع تركيزها الأصيل على نظريات ثورستين فيبلين المتعلقة بالتطور التكنولوجي من جهة، وتشكيل المجتمع من جهة أخرى. وترجع عناصرها الأساسية إلى مقال مرجعي للاقتصاد الأمريكي تمت كتابته عام 1919 عن طريق أستاذ قانوني كبير معروف باسم ولتون هيل هاميلتون. .
ويؤكد الاقتصاد المؤسسي على الدراسة الأوسع للمؤسسات ووجهات نظر الأسواق نتيجة التفاعل المعقد بين هذه المؤسسات المختلفة (الأفراد والشركات والدول والأعراف الاجتماعية) والتي لا تزال هذه التقاليد اليوم تعمل كنهج إبداعي قيادي يؤدي إلى اقتصاد أفضل.
وقد تغير الاقتصاد المؤسسي بشكل بالغ وأخذ شكله الجديد في أواخر القرن العشرين، حيث تُدمج وتتكامل التطورات الأخيرة من الاقتصاد الكلاسيكي الجديد (النيوكلاسيك) في التحليل. وقد أصبح القانون والاقتصاد موضوعاً رئيسياً منذ نشر كتاب «الأسس القانونية للرأسمالية» والتي كتبها جون ر. كومنز في عام 1924. الاقتصاد السلوكي هو أيضاً سمة مميزة للاقتصاد المؤسسي ويتم دراسته وتحليله على أساس ما معروف في علم النفس والعلوم المعرفية، بدلا من الافتراضات البسيطة للسلوك الاقتصادي.

## تمهيد
اتجه الفكر الاقتصادي منذ التقليديين إلى البحث عن القوانين الاقتصادية المجردة والتي تكاد تتجاهل الظروف التاريخية والأوضاع الاجتماعية التي يتم فيها النشاط الاقتصادي. وقد برز هذا الاتجاه على وجه الخصوص منذ نهاية القرن الماضي مع النظرية التقليدية الحديثة (النيوكلاسيك). وقد انعكس ذلك في محاولة صياغة القوانين الاقتصادية في شكل رياضي. وإذا كان التقليديون- وبخاصة آدم سميث- قد حرصوا على الاهتمام بدراسة الأوضاع الاجتماعية السائدة ومحاولة تطويرها بما يتفق مع اعتبارات الكفاءة الاقتصادية، فإن هذا الإهتمم ما لبث أن بدأ يتلاشى تدريجياً حتى ظهرت النظرية الإقتصادية كما لو كانت نماذج مجردة للسلوك الاقتصادي الرشيد، بصرف النظر عن البيئة الاجتماعية والمؤسسية السائدة.
وقد خرج كارل ماركس عن هذا التقليد، وكانت أفكاره الاقتصادية جزءاً من النقد العام للمجتمع وأوضاعه، ومن ثم فقد جاءت أفكاره ذات طابع اجتماعي ومؤسسي. وكذلك الحال على معظم منتقدي النظام الرأسمالي من المفكريين الاشتراكيين بدرجاتهم المتفاوتة. وفي هذا السياق نفسه جاءت أفكار المدرسة المؤسسية أو الاقتصاد المؤسسي. ويمكن القول بأن المدرسة المؤسسية تجد بذورها في ألمانيا مع المدرسة التاريخية الألمانية، ثم مع الفكر الاجتماعي لماكس فيبر. وقد ازدهرت هذه المدرسة بوجه خاص في الولايات المتحدة الأمريكية منذ نهاية القرن الماضي وبداية القرن الحالي. وإذا كانت الولايات المتحدة قد ظلت في أمور النظرية الاقتصادية تابعة للفكر الإنجليزي والأوروبي بشكل عام حتى نهاية الحرب العالمية الثانية، فإن المساهمة الأمريكية الأصلية قبل ذلك اقتصرت على هذا الاقتصاد المؤسسي، وخاصة مع ثورستين فيبلين.

## المدرسة المؤسسية
يمكن القول بصفة عامة إنه على حين يركز التيار الرئيسي في الاقتصاد على النظر في السوق والأسعار باعتبارهما أساس العلاقات الاقتصادية، فإن الفكر المؤسسي يرى أن العبرة هي بالمؤسسات الاجتماعية السائدة، وأن السوق نفسها لا تعدو أن تكون إحدى هذه المؤسسات، وهي تتأثر بالأوضاع المؤسسية الأخرى في المجتمع، من الدولة، والنظام القانوني، والقيم السائدة. فالتيار الرئيسي للاقتصاد يرى أن المشكلة الرئيسية هي كيفية تكوين الأثمان وتنظيم الأسواق وتوزيع الموارد، أما الاقتصاد المؤسسي فإنه يوجه عنايته للتنظيمات القائمة وشكل السيطرة على الاقتصاد، سواء كانت هذه السيطرة راجعة إلى اعتبارات فنية أو قانونية، ومن هنا الاهتمام الكبير بالتطور التكنولوجي، ونظم الملكية والحقوق بصفة عامة، والتنظيم القانوني والاجتماعي.
وقد حظيت فكرة القوة أو السيطرة الاقتصادية باهتمام كبير لدى مفكري المدرسة المؤسسية، وبالتالي فإن دور الحكومة الاقتصادي كان دائماً محورياً في دراسات هذه المدرسة. وقد احتل هذا الموضوع في الأدبيات الحديثة مكاناً بارزاً تحت مسمى أساليب الحكم.
ويمكن القول بأن المدرسة المؤسسية قد مرت بمرحلتين متميزتين؛
- المرحلة الأولى، كانت المدرسة المؤسسية تمثل نقداً ومعارضة للفكر الاقتصادي السائد، فمحور الاهتمام ليس السوق والأسعار وإنما هو المؤسسات وأشكال تطورها. وتضم هذه المرحلة أسماء مهمة منها ثوريستين فيبلن والذي يمثل المرحلة الأولى للمؤسسة الراديكالية والمعارضة للتيار الرئيسي للفكر الاقتصادي السائد.
- المرحلة الثانية، تميزت بأن بدأت المدرسة المؤسسية باستخدام أدوات التحليل الاقتصادي لدراسة مختلف المؤسسات الاجتماعية. فالمدرسة المؤسسية الحديثة لا تستبعد الأدوات الأساسية للتحليل الاقتصادي وفي مقدمتها المقارنة بين العائد والتكلفة، واختيار السلوك الرشيد وتعظيم العائد أو تخفيض التكلفة والأعباء. والجديد أنها لا تُقصر في استخدام هذه الأدوات الاقتصادية على السوق والأسعار، بل إنها تعممها لتفسير العديد من الظواهر الاجتماعية الأخرى مثل مدى حقوق الملكية واحترام حقوق الجوار، وأحكام القضاء في المسئولية، وتفسير الجريمة، والتمييز العنصري، بل وتفسير نشاط السلطة. فهذه الظواهر الاجتماعية والقانونية تجد تفسيراً لها في التحليل الاقتصادي الذي يعتمد على فكرة العائد/التكلفة. ولذلك فلم يكن غريباً أن ازدهرت هذه المدرسة الحديثة ضمن كليات الحقوق القانون، التي رأت في أدوات التحليل الاقتصادي تفسيراً مناسباً للعديد من تلك الظواهر.[5]

### ثورستين فيبلن
كان أول وأشهر أعماله هو كتابه عن «نظرية الطبقة المرفهة» عام 1899 وقد وضع إلى جانب الكتاب عنواناً جانبياً «دراسة اقتصادية للمؤسسات». وقد هاجم فبل في هذا الكتاب النظرية الاقتصادية النيوكلاسيكية. فليس صحيحاً أن الفرد مستهلك رشيد يستلهم رغباته وأولوياته في استقلال عن الآخرين، بل الصحيح أن الفرد كائن اجتماعي يتأثر بمن حوله، ويحاول تقليدهم، ومن ثم فإن استهلاكه يتوقف على استهلاك الآخرين. فالذوق ليس أمراً فردياً بقدر ما هو تأثير اجتماعي ينقاد إليه الفرد في ضوء الضغوط الاجتماعية والرغبة في المسايرة والتقليد. وقد استخدم هذه الفكرة الاقتصادي الأمريكي دونزبري (بالإنجليزية: J.Duesenberry)‏ فيما أسماه «أثر التقليد».
كذلك أوضح فبلن أنه ليس صحيحاً أن الطلب على السلعة يتغير دائماً بشكل عكسي مع الأسعار، فقد تزيد الأسعار ومع ذلك يقبل الأفراد على استهلاك هذه السلعة لأن المقصود هو التفاخر، ومن هنا فقد وجه فبلن النظرة إلى ظاهرة «الإستهلاك التفاخري». والتي أصبحت أحد الاصطلاحات المستقرة في الاقتصاد السياسي. وكان رأي فبلن أن الطبقة الغنية المرفهة تسعى إلى المظاهر بأكثر مما تعمل على إنماء ثروتها، ومن هنا جاء اسم كتابه، وهو توصيف لاذع لأحوال هذه الطبقة «الأثرياء بالوراثة». وإذا كان فبلن لا يرى في الطبقة الغنية المرفهة أي بارقة أمل، فإنه كان يعتقد أن المهندسين - على العكس- هم أمل المستقبل. فهؤلاء يجدون ذواتهم في ختراع الأشياء وصناعتها، وبالتالي يسعون إلى الإضافة إلى الثروة العامة، بعكس الأغنياء الذين يسعون إلى الثراء ولو على حساب الإنتاج والوفرة باصطناع الإحتكار مثلاً. ولذلك فإنه يرسم في كتابه «المهندسون ونظام الأثمان» صورة مستقبل زاهر يتقدم المهندسون والفنيون فيه الصفوف.

### جون كينيث جالبرث
كان جالبرث غزير الكتابة والأفكار، ومن أول مؤلفاته «الرأسمالية الأمريكية»، عام 1956م، وناقش فيها فكرة القوة المناهضة، وهي دراسة في اقتصاديات القوة أو السيطرة، والتي كانت دائماً أحد اهتمامات الاقتصاديين من المدرسة المؤسسية. وكانت وجهة نظر جالبث في هذا الصدد أن تجربة الولايات المتحدة تشير إلى أنه حيث تؤدي قوى السوق إلى ظهور نوع من التركيز والاحتكار، فإن ذلك يخلق بالمقابل قوى معارضة ومناهضة. فنقابات العمال أكثر قوة وتنظيماً حيث تتركز الصناعة، وعلى العكس فحيث تكون الصناعة موزعة ومبعثرة بين العديد من المشروعات، فإن النقابات العمالية تكون ضعيفة أو غير موجودة. وهكذا يتحقق التوازن في القوى نتيجة التقابل بين القوى المعارضة بما يسمح بتحقق قدر أكبر من العدالة. كذلك رأى جالبرث في هذا الكتاب أنه وإن كان الاحتكار يعني-نظرياً- التراخي وعدم الكفاءة لضعف المنافسة، فإن التجربة تفيد أن كثيراً من الصناعات التي تعرف تركزاً، فإنها أيضاً الأكثر قدرة على التطور التكنولوجي. ويرجع ذلك، في نظر جالبرث، إلى أن التقدم التكنولوجي يتطلب بطبيعته وحدات كبيرة تستطيع أن تنفق على التجارب والأبحاث. ومن هنا فإن للتركز ميزة هي تحقيق التقدم التكنولوجي. وهنا أيضاً نجد أن جالبرث يُشير إلى أحد الأفكار الرئيسية في فكر المدرسة المؤسسية، وهي فكرة التقدم التكنولوجي.
على أن الكتاب الذي اهتم فيه جالبرث بقضية التقدم التكنولوجي هو «الدولة الصناعية الجديدة»، 1967، (بالإنجليزية: The New Industrial State)‏. وناقش فيه جالبرث خصائص المجتمع التكنولوجي الحديث، وأفرد مكاناً هاماً لطبقة المديرين والفنيين (بالإنجليزية: Technostructure)‏. وهو يرى أن النظام الرأسمالي أدى إلى ظهور المجتمع الصناعي الجديد. وفي هذا المجتمع يتراجع دور الرأسمالي ليحل محله دور الفنيين والمديرين. فهؤلاء هم الذين يسيطرون-نتيجة لمعرفتهم الفنية- على معظم القرارات في هذا المجتمع الصناعي. فالسلطة الحقيقية هي التي تنتقل في المجتمع الصناعي من طبقة الرأسماليين إلى طبقة الفنيين والمديرين. وهذه هي فكرة انفصال الملكية عن الإدارة، وكان قد أبرزها من قبل عدد من رجال القانون والاقتصاد في الولايات المتحدة الأمريكية، وخاصة بيرل ومينز في كتابهما «الشركات الحديثة والملكية الخاصة»، 1932. كما تناول نفس الفكرة، من منطلق ماركسي، المفكر الماركسي الأمريكي جيمس برنهام في كتابه «ثورة المديرين»، 1941. ويرى جالبرث أن بواعث المديرين والفنيين تختلف عن بواعث الراسماليين، فإذا كان هؤلاء يهتمون فقط بالربح المادي، فإن المديرين والفنيين أكثر حساسية لفكرة نمو المشروع وتوسعه، ولذلك فإن همهم الأكبر هو استمرار المشروع وتوسعه بأكثر مما هو البحث عن أقصى أرباح ممكنة. وقد استقرت هذه الفكرة فيما بعد وخاصة مه هربرت سيمون الذي أشار إلى أن المشروعات لا تسعى إلى تحقيق أقصى ربح بقدر ما تسعى لتحقيق الأرباح الكافية.

## المؤسسية الحديثة
لا تمثل المؤسسية الحديثة قطيعة مع التيار الاقتصادي الرئيسي بقدر ما تمثل استكمالاً له. فالتحليل الاقتصادي ليس خاطئاً بقدر ما هو قاصر. ودور المؤسسية الحديثة هو مد أدوات التحليل الاقتصادي إلى هذه الجوانب المهملة من اهتمامات النظرية الاقتصادية، وهي الجوانب المؤسسية.
ففي قضايا التنمية والإصلاح الاقتصادي نجد أن الاهتمام لم يعد يقتصر على السياسة الاقتصادية الكلية بل تخطتها إلى قضايا أساليب الحكم والإدارة. فلم يعد الأمر مجرد اهتمام بالكميات الكلية مثل الإدخار، وتوازن ميزان المدفوعات والنسق المتوازن للقطاعات الإنتاجية مثل الزراعة والصناعة والبنية الأساسية، بل جاوز الأمر ذلم إلى طبيعة المؤسسات القائمة عاى اتخاذ القرار، وحقوق الملكية والتزامات المتعاقدين. وإذا كانت الصيحة للإصلاح الاقتصادي مع الفكر النيوكلاسيكي هي «ضرورة إصلاح نظام الأسعار» فإنها تصبح مع المؤسسية الحديثة «البحث عن المؤسسات المناسبة» ومن هنا الدعوة إلى ما يُسمى بالتخصيص، بل وإلى الإصلاح السياسي والدستوري.
على أن المؤسسية الحديثة لا تكتفي بإبراز أهمية المؤسسات، بل تؤكد أيضاً على أن هذه المؤسسات يمكن أن تخضع للدراسة والتحليل سواء في عملها أو في تطورها. وارتبط بهذه النظرة المؤسسية أن أصبح تقييم المؤسسات القائمة يتم في إطار مؤسسي وليس نظرياً مجرداً. فقد جرت العادة مثلاً عند تقييم عمل السوق مقارنة الآداء الفعلي للأسواق بالمقابلة مع النموذج النظري لأسواق المنافسة الكاملة كما تدرسه كتب المبادئ. وتصبح النتيجة الطبيعية لهذه المقارنة هي تقرير فشل واختلال الأسواق. أما المدرسة المؤسسية فإنها عند تقييم الأسواق القائمة، فإنها لا تجري المقارنة مع نموذج نظري، وإنما مع الترتيبات المؤسسية البديلة، سواء كان ذلك عن طريق قيام الحكومة بهذا الدور محل الأفراد أو غير ذلك من الترتيبات البديلة. ولذلك فإن نتائج هذا التحليل كثيراً ما تنتهي إلى إبراز فشل أو قصور التدخل الحكومي بدلاً من الاقتصار على تقرير فشل الأسواق. ويصبح الأمر الجدير بالاهتمام هو المقارنة بين أعباء وتكاليف كل منهما. وبعبارة أخرى أيهما أكثر خطورة: اختلالات وانحرافات السوق، أم اختلالات وانحرافات التدخل الحكومي. , ايهما أيسر في العلاج؟
ومن التطورات التي أدخلتها المدرسة المؤسسية- الانتقال ببؤرة الاهتمام من مجال الأسعار والإنتاج إلى ميدان التصرفات، مما أدى إلى ظهور ما عرف باقتصاديات التصرفات (بالإنجليزية: Transactions economics)‏، وهو يتناول الظروف التي تتم فيها هذه التصرفات وما يرتبط بها من تكاليف وأعباء. وهذا ما يتطلب العناية بالظروف التي تحكم هذه التصرفات من أدوات مستخدمة (حوافز أو رقابة) ومعايير للأداء، ومعلومات متاحة والقوانين التي تحكمها وبخاصة النظام القانوني للعقود. وبالنسبة للنظام القانوني فلا يكفي الاهتمام بالقواعد القانونية القائمة، بل يجب النظر أيضاً إلى مدى تطبيقها واحترامها Law enforcing.
وتثير الأوضاع المؤسسية قضية المصداقية (بالإنجليزية: Credibility)‏. فالتصرفات الاقتصادية تتوقف إلى حد كبير على الثقة في احترام التعهدات وفي المقدرة على الحصول على الحقوق. ويظهر ذلك بوجه خاص في قضايا الإستثمار. ومن هنا تظهر أهمية سلامة الإطار القانوني والدستوري، باعتباره أساساً للنجاح الافتصادي وحيث يتوقف على عدد من العناصر الأساسية، في مقدمتها؛ المسئولية (بالإنجليزية: accountability)‏، والاستقرار، والقدرة على التنبؤ والتوقع. وهي أمور تتحقق عادة في إطار النظم الديمقراطية الدستورية. وهكذا أعادت المؤسسية الحديثة مناقشة الإطار المؤسسي للنظام الاقتصادي. فالسوق لا يعمل في فراغ، وإنما في ظل عدد من المؤسسات المناسبة.